# Bålkatjärnarna (Arvidsjaurs socken, Lappland, 727275-163877)
Bålkatjärnarna är en sjö i Arvidsjaurs kommun i Lappland och ingår i Byskeälvens huvudavrinningsområde. Bålkatjärnarna ligger i Byskeälven Natura 2000-område.